# Cahir Davitt

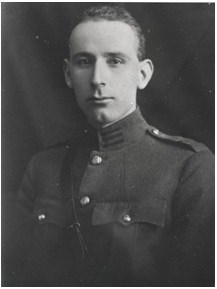
Cahir Davitt

Cahir Davitt (* 15. August 1894 in Rathmines, Dublin; † 1. März 1986 in Kildare, County Kildare) war ein irischer Richter, Präsident des High Court und Richter am Supreme Court.

## Biografie
Nach der Schulausbildung studierte Davitt Rechtswissenschaften am University College Dublin sowie am King’s Inns. 1916 wurde er als Rechtsanwalt zugelassen. 
Als Richter wurde er bereits 1920 tätig, obwohl die Kriegshandlungen während des irischen Unabhängigkeitskriegs Schwierigkeiten bedeuten. Dennoch sollten die sog. Dáil Courts auch die Legitimation der Britischen Herrschaft untergraben.
Davitt arbeitete ein Regelhandbuch für die Armee des Irischen Freistaats aus. 
Im November 1926 wurde er zum Hilfsrichter am Circuit Court ernannt und schon wenige Monate später, 1927, ordentlicher Richter am Circuit Court für Dublin und Umgebung. 1945 erfolgte seine Ernennung zum Richter am High Court, dem Obersten Zivil- und Strafgericht Irlands, dessen Präsident er am 1. Mai 1951 wurde. In dieser Zeit bis zu seinem Ruhestand 1966  war er auch ex officio Richter am irischen Supreme Court.

## Privates
Cahir Davitt ist der Sohn des Unabhängigkeitskämpfers Michael Davitt und der Bruder des Arztes und Teachta Dálas Robert Davitt. Er heiratete 1925 Sarah Gertrude Lynch, mit der er fünf Kinder hatte.

## Einzeldaten
1. ↑  Pauric J. Dempsey: Davitt, Cahir. In: Dictionary of Irish Biography. Abgerufen am 29. Februar 2024.

| Personendaten    | Personendaten             |
| ---------------- | ------------------------- |
| NAME             | Davitt, Cahir             |
| KURZBESCHREIBUNG | irischer Richter          |
| GEBURTSDATUM     | 15. August 1894           |
| GEBURTSORT       | Rathmines, Dublin, Irland |
| STERBEDATUM      | 1. März 1986              |
| STERBEORT        | Kildare                   |